# Golpe de Estado en Argentina de 1962
El golpe de Estado en Argentina de 1962 fue un golpe de Estado cívico-militar realizado el 29 de marzo de 1962 que destituyó al presidente Arturo Frondizi. La acción fue la culminación de un proceso de deterioro de la relación de Frondizi con las Fuerzas Armadas y fue precipitada por el triunfo en varias provincias en las elecciones del 18 de marzo de 1962 de partidos que respondían al peronismo. En la mañana del 29 de marzo, fuerzas militares condujeron detenido a Frondizi a la isla Martín García. Esto posibilitó que con el apoyo de legisladores y funcionarios del gobierno antes de terminar ese día el presidente provisional del Senado José María Guido asumiera el cargo vacante invocando una destitución de hecho y obtuviera que la Corte Suprema de Justicia le tomara juramento en una ceremonia realizada sin intervención ni presencia de militares. Los golpistas tomados así por sorpresa se reunieron al día siguiente con el flamante presidente y le impusieron determinadas medidas que debía adoptar durante su gobierno. Poco después Guido, sin tener facultades constitucionales para ello, anuló las elecciones realizadas el 17 de diciembre de 1961, y el 14 de enero, 25 de febrero y 18 de marzo de 1962, intervino todas las provincias que no estaban intervenidas y dispuso el "receso" del Congreso, impidiéndole legislar, asumiendo en sus manos el poder legislativo nacional y los poderes ejecutivo y legislativo de las provincias.

## Antecedentes
Arturo Frondizi sucedió en el poder a la dictadura autodenominada Revolución Libertadora, que a su vez derrocó en 1955 al gobierno constitucional presidido por Juan Domingo Perón. Para ello ganó las elecciones presidenciales del 23 de febrero de 1958 como candidato de la Unión Cívica Radical Intransigente (UCRI), uno de los dos partidos en los que se había dividido la Unión Cívica Radical el año anterior. Con el peronismo proscripto por la Revolución Libertadora, Frondizi realizó con el expresidente Perón un pacto cuya existencia trascendió aunque no fue admitida públicamente, que le permitió sumar el voto de una parte considerable de la ciudadanía peronista y ganar las elecciones. Los sectores antiperonistas más duros de las Fuerzas Armadas pretendieron impedirle la asunción del cargo pero carecieron de la fuerza necesaria frente a los otros sectores militares.
Ya en el gobierno Frondizi impulsó rápidamente una amplia amnistía para los delitos políticos y gremiales y una reforma de la ley de asociaciones sindicales apoyada por los peronistas, que establecía la libre creación de sindicatos y el reconocimiento de la personería gremial al más representativo, restableciendo la promoción del sindicato único de rama y actividad con personería gremial, así como la protección contra el despido para los delegados de personal, como querían los mismos. Frondizi mantuvo la proscripción del peronismo y la intervención de la Confederación General del Trabajo y pronto se produjo la ruptura entre ambas fuerzas. Excluidos desde 1955 del sistema político y de la central sindical, los peronistas y los sindicalistas apuntaron a mostrar su fuerza creando un clima de inseguridad a partir de enero de 1959, mediante sabotajes, bombas y huelgas, como parte del movimiento denominado Resistencia peronista. El clima de inseguridad se vio agravado por los alborotos causados por la masiva movilización del movimiento estudiantil contra la política universitaria de Frondizi. Presionado por la protesta social y política, así como las exigencias militares, Frondizi sancionó un mecanismo de suspensión de las garantías constitucionales y los derechos humanos consagrados en la Constitución, conocido como Plan Conintes.
Durante su presidencia Frondizi afrontó entre 32 y 34 planteos militares a raíz de nombramientos realizados, medidas que le eran requeridas por los militares o simplemente por rivalidades entre las fuerzas como cuando la Aeronáutica protestó por las gestiones de un portaaviones considerando que perdía poder frente a la Marina, o dentro de ellas. Estos planteos estaban acompañados de medidas de presión tales como el acuartelamiento de unidades militares, ausencia colectiva a actos oficiales, arrestos o relevos de jefes militares, renuncias a cargos con críticas públicas, etc.
El triunfo de la Revolución cubana y la ruptura posterior con el gobierno de Estados Unidos incrementó la tensión internacional e hicieron de la “lucha antisubversiva” un tema fundamental dentro de las Fuerzas Armadas que, además, daba mayor respaldo a quienes otorgaban a la misma un papel político cada vez más importante, en el marco de la Guerra Fría y la política estadounidense basada en la ideología del anticomunismo y de instalación de dictaduras militares en América Latina que tomaría cuerpo en esos años mediante la llamada Doctrina de la Seguridad Nacional.
En esa dirección la política internacional frondizista, como la posición frente a Cuba en la Conferencia de la OEA reunida en Punta del Este en enero de 1961, la entrevista secreta con el Che Guevara el 18 de agosto de ese mismo año, o el tratado con Brasil añadió otro tópico de descontento de los militares, al que se sumó el triunfo del socialista Alfredo Palacios en las elecciones para senador nacional por la Capital Federal el 5 de febrero de 1961, luego de haber visitado la isla y adherir a la Revolución.

## Elecciones del 18 de marzo de 1962

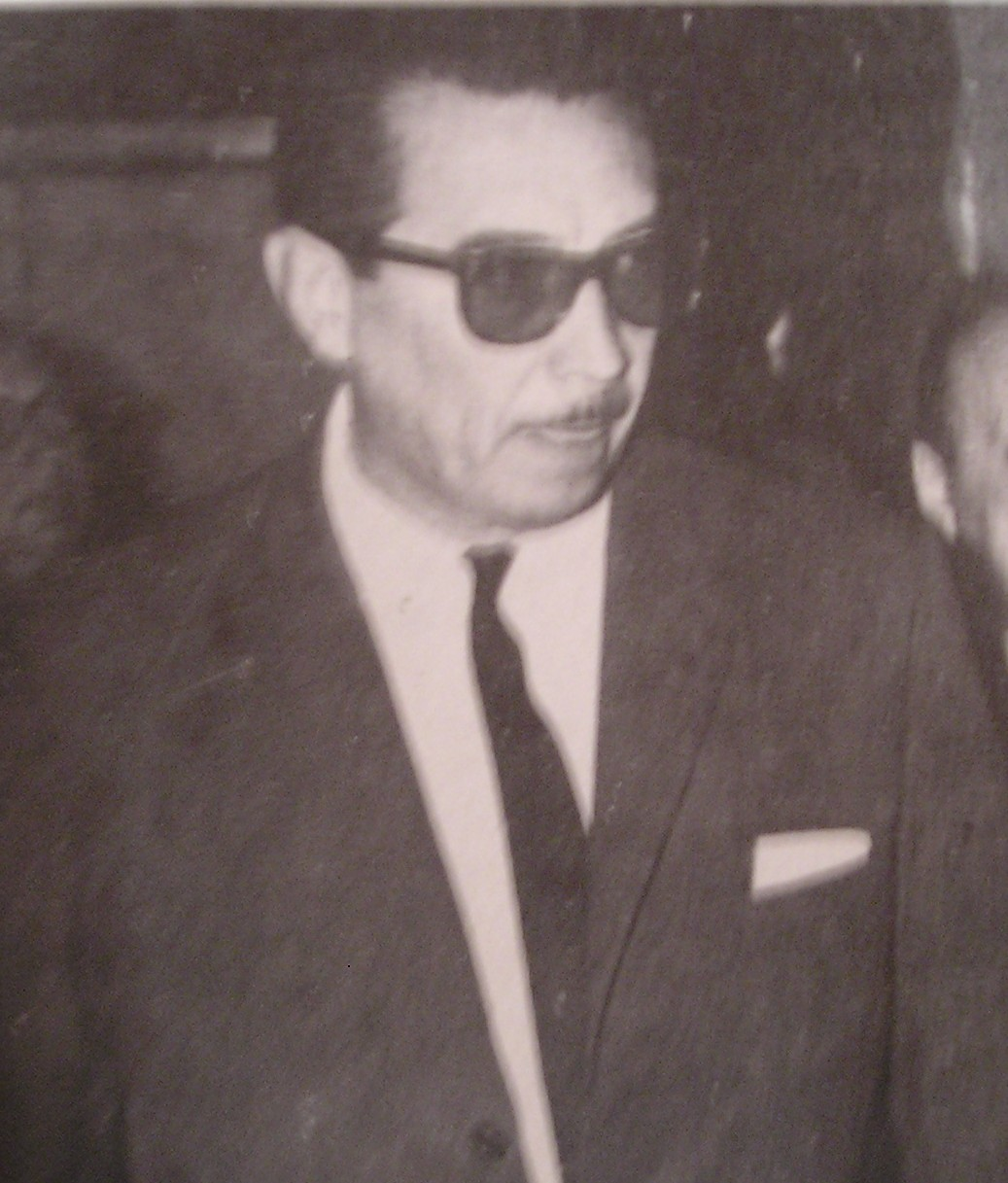
El sindicalista peronista Andrés Framini (aquí en una imagen de 1955) que ganó la elección para gobernador de la provincia de Buenos Aires

Frondizi convocó para el 18 de marzo de 1962 a elegir diputados nacionales, coincidiendo con la elección de gobernadores de algunas provincias, entre ellas la de Buenos Aires, la más importante del país, para el cual el candidato peronista era el dirigente sindical textil Andrés Framini. Frondizi confiaba en derrotar a los peronistas que presentaron candidatos a través de diversos partidos neoperonistas como la Unión Popular, el Movimiento Popular Neuquino y el Partido Blanco de Río Negro. El triunfalismo oficialista se debía a las sorpresivas derrotas peronistas ante el oficialismo en Santa Fe, y Catamarca, el 17 de diciembre de 1961, y nuevamente en Formosa, el 14 de enero de 1962, las cuales se habían producido antes de que Perón avalara la candidatura de Framini.
Dentro del gobierno se sabía que en caso de que ganara Framini las Fuerzas Armadas no le permitirían asumir el cargo. Un acta secreta del 29 de enero de 1962, documentó como los tres secretarios militares, el general Rosendo Fraga, el contralmirante Gastón Clement y el brigadier Jorge Rojas Silveyra, le comunicaron al ministro del Interior Alfredo Vítolo que "estaban inquebrantablemente decididos a impedir por todos los medios el retorno al poder o a la vida política del prófugo depuesto o a la restauración del régimen oprobioso por él creado". Por esa causa Frondizi ya tenía decidido que en esa eventualidad intervendría la provincia. De hecho otra acta secreta da cuenta que el 16 de marzo, dos días antes de las elecciones, los secretarios militares se reunieron con Frondizi para exigirle una definición para el caso de un triunfo peronista, ocasión en la que el Presidente a intervenir las provincias en las que hubiera resultado ganador, con el argumento de que "los triunfantes" tenían la intención de "retornar al régimen de Perón".
Inicialmente Perón se había mostrado contrario a presentar candidatos peronistas, preocupado por el hecho de que un triunfo de sus fuerzas desencadenara un golpe de Estado y un proceso de represión antiperonista. Inicialmente propuso el voto en blanco, pero la dinámica política en Argentina lo llevó a modificar su posición y a avalar las listas peronistas.
En los comicios las listas auspiciadas por el peronismo obtuvieron el 35,71 % de los votos y triunfaron en las provincias de Buenos Aires, Chaco, Jujuy, Misiones, Neuquén, Río Negro, Salta, San Juan y Tucumán; las de la UCRI triunfaron en la ciudad de Buenos Aires y en las provincias de Corrientes, Entre Ríos, La Pampa y Santa Cruz y las de la UCRP en la de Córdoba.

## Reacciones ante el resultado electoral
Esa misma noche el "gabinete militar", expresión utilizada para designar a los militares que ocupaban doce cargos de importancia en el gobierno –los secretarios, subsecretarios, comandantes en jefe y jefes de los Estados Mayores Generales de cada una de las armas- se reunieron para analizar la situación en el Ministerio de Aeronáutica y acordaron que resultaba imposible aceptar a Framini u otros peronistas de su tipo como gobernadores, por lo que las elecciones debían anularse.
Los mandos militares convocan el 18 a la noche al ministro Alfredo Vítolo en la sede del Comando de la Fuerza Aérea, exigiendo la anulación de las elecciones, la intervención de todas las provincias, la derogación de la ley sindical y la disolución del Congreso. Frondizi instruye a su ministro para que acepte la intervención a las provincias en las que había ganado el peronismo y el nombramiento de un gabinete de unidad nacional.
El mismo día 18 Frondizi firmó un decreto por el que intervenía los tres poderes de las provincias de Buenos Aires, Chaco, Río Negro, Santiago del Estero y Tucumán e instruía a los interventores para que convocaran a nuevas elecciones para autoridades municipales y provinciales.
El lunes 19 los jefes militares disponen el acuartelamiento de las tropas. El comandante de la segunda división de infantería general Guillermo Salas Martínez derroca al gobernador de la provincia de Buenos Aires Oscar Alende y asume el gobierno de la misma. La Marina le exige a Frondizi la renuncia a través del contralmirante Teodoro Hartung, con el fin de preservar las apariencias constitucionales, pero el Presidente responde con la primera de muchas negativas a renunciar que realizará en los días siguientes. Durante todo el proceso la Marina contaría con la asesoría destacada del abogado Mariano Grondona, que años después se convertiría en un importante periodista político.
Ese mismo día en horas de la tarde, los militares encabezados por el contraalmirante Gastón Clement, se reunieron con el secretario general de la Presidencia José Rafael Cáceres Monié para que le transmitiera al Presidente que la postura militar exigía la intervención de todas las provincias en las que hubiera ganado el peronismo, con excepción de las de Jujuy, Neuquén y San Juan, así como la necesidad de desprenderse del equipo de Rogelio Frigerio y que el propio Frigerio marchara al exilio, y que se pusiera de inmediato en marcha un plan represivo preventivo, encarcelando a los principales dirigentes peronistas.
Debido a la información sobre un presunto plan militar para asesinar a Frondizi, la Guardia de Infantería de Marina de la residencia de Olivos se manifiesta dispuesta a defenderlo y le pide que se traslade a la residencia presidencial Olivos. Las 62 Organizaciones del sindicalismo peronista convoca a una huelga general para el día 22 en defensa de las instituciones constitucionales y el pronunciamiento soberano.

## Planteo de gabinete de coalición
El día 20 de marzo Frondizi recibe al embajador de Estados Unidos Robert McClintock, quien le transmite el apoyo del presidente Kennedy. El embajador también le transmitió a los mandos militares la opinión contraria al golpe del presidente estadounidense, pero pese a ello la CIA y los agregados militares de la embajada actuaron durante toda la crisis instigando el golpe. Ese mismo día el presidente provisional del Senado José María Guido, primero en la línea sucesoria, declaró públicamente que "no hay legalidad sin Frondizi".
Por su parte el secretario de Guerra convocó al Consejo de Generales, una instancia con funciones asesoras, integrado por los generales del Ejército con mayor antigüedad, a quienes le pide opinión sobre tres variantes, sugiriendo la mayoría optar por la tercera variante: 

Variante nº 1. Adoptar las providencias necesarias para que Frondizi sea mantenido como presidente, pero bajo un control absoluto de las Fuerzas Armadas.
Variante nº 2. Renuncia de Frondizi: sucesión presidencial aplicando la Ley de Acefalía.
Variante nº 3. Derrocamiento de Frondizi y constitución de un gobierno 'de facto' integrado por civiles elegidos por las Fuerzas Armadas.

Esa noche los mandos militares realizaron una reunión amplia para fijar su posición frente a Frondizi y el gobierno. La Marina reiteró su postura favorable a exigir la renuncia del Presidente, pero los funcionarios pertenecientes al Ejército y a la Aeronáutica resolvieron requerir a Frondizi que nombrara un nuevo gabinete de coalición designado por los mismos y que fueran esos ministros quienes decidieran las medidas de gobierno. La Marina preveía que esa solución no resultaría pero adhirió para mantener la unidad militar.
Al recibir el planteo, el Presidente aceptó la renuncia de sus ministros civiles y el miércoles 21 inició las gestiones para formar el nuevo gabinete. La Marina opera para que la iniciativa fracase y obligue a la renuncia presidencial. La Aeronáutica por el contrario consulta con el Presidente los nombres a proponer. Frondizi convocó para formar un gobierno de coalición a los partidos no oficialistas pero los mismos ya no le tenían confianza y sólo dos partidos muy minoritarios, el demócrata cristiano y el Partido Cívico Independiente aceptaron la invitación. El principal partido de oposición, la Unión Cívica Radical del Pueblo declaró que se negaba a participar del gabinete de coalición y su líder Ricardo Balbín rechazó incluso la invitación del Presidente a conversar sobre la crisis.
El viernes 23 el Laureano Landaburu, exministro de la Revolución Libertadora y hombre del círculo del general Aramburu, se reunió con Frondizi y le sugiere recurrir a la mediación del exdictador, que el Presidente acepta. Aramburu intervendría aconsejando a civiles políticos que aceptaran cargos y manteniendo una prolongada reunión con los funcionarios militares. Ese mismo día Frigerio abandonó el país, concediendo así otra de las exigencias del planteo militar.

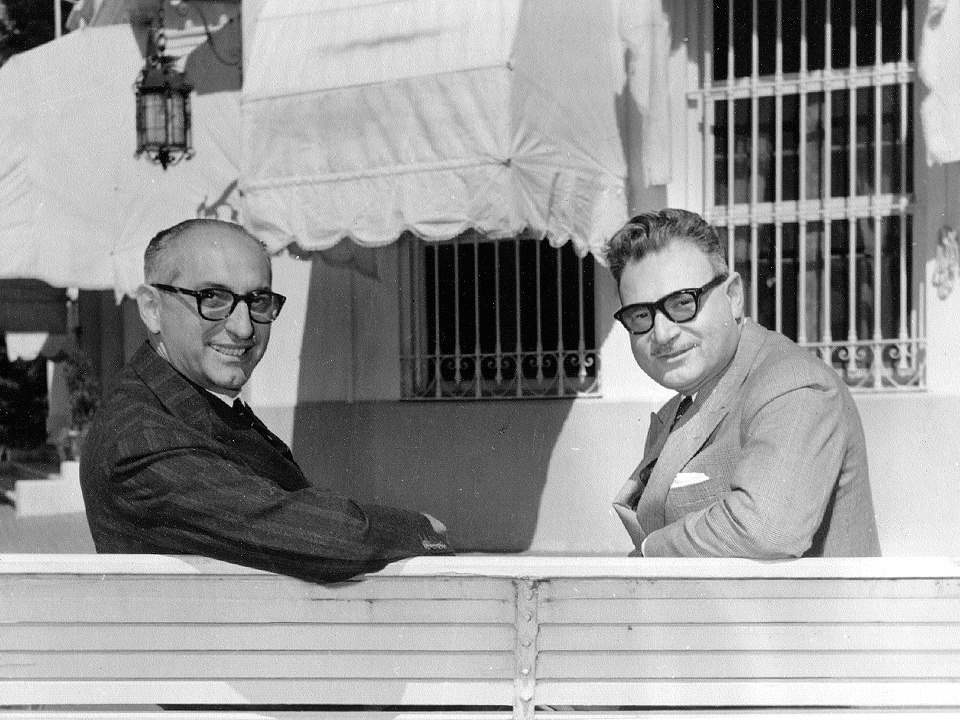
Frondizi con Rogelio Frigerio.

A todo esto, cuando el 23 de marzo de 1962 el presidente provisional del Senado José María Guido fue a saludar a Frondizi pues iba unos días a Viedma, el Presidente le dijo que no viajara y que era indispensable que permaneciera en Buenos Aires pues era posible que las Fuerzas Armadas lo consultaran para saber si estaba dispuesto a asumir la Presidencia en su reemplazo.

## Pedidos de renuncia
El sábado 24 Aramburu se reunió con Ricardo Balbín líder de la UCRP quien al salir de la misma declara a los periodistas: "No hay solución". Frondizi entonces da marcha atrás en la decisión inicial de permitir que Aramburu, embarcado en sus gestiones de mediación con los militares golpistas, hable a la población por la cadena de radio y televisión. El embajador estadounidense se reúne con los jefes navales para transmitirles la postura contraria al golpe del presidente Kennedy. En sentido contrario, la UCRP emite una declaración en la que califica la gestión de Frondizi como "desquiciadora" y ofensiva para la "dignidad argentina".
Si bien Ejército y Aeronáutica estaban dispuestos a esperar, los oficiales de la Marina querían que el Presidente dejara el cargo de inmediato y fue así que en la noche del 24 al 25 de marzo el secretario de Estado de Marina almirante Clement y tres oficiales entre los que estaba el comandante en jefe del arma almirante Agustín Penas entrevistaron a Frondizi en la Quinta presidencial de Olivos y le pidieron que renunciara o que, por lo menos, solicitara una licencia, a todo lo cual Frondizi se negó.
El domingo 25 de marzo los hombres del general Aramburu (Laureano Landaburu y Bruno Quijano) se entrevistan con Frondizi y le adelantan la decisión tomada por aquel luego de sus gestiones mediadoras, en el sentido de que debía aceptar la exigencia militar de la renuncia. El Presidente les responde que su decisión de no renunciar no era negociable. Comienza a usarse en ese momento la expresión "solución civil", acuñada por el conservador Horacio Thedy.
El lunes 26 de marzo Aramburu se entrevista personalmente con Frondizi y trata de convencerlo que debe renunciar, documentando por escrito la exigencia en una carta:

Las consultas que he verificado han mostrado, con un acuerdo poco común entre nosotros en el plano político, un juicio decididamente adverso a la permanencia de S.E. en el poder. Una actitud igualmente coincidente y firme he podido verificar en las Fuerzas Armadas... Estoy seguro que el Señor Presidente no incurrirá en la equivocada debilidad de identificar la salvación del orden jurídico con la permanencia de su persona frente a él... En nombre de ese orden, la Nación pide a usted un noble renunciamiento. Le pide y lo espera de su reconocido patriotismo.
Pedro Eugenio Aramburu

Una vez más Frondizi defiende su decisión de no encubrir el golpe con su renuncia. Ese mismo día Guido vuelve a realizar declaraciones públicas y afirma que "De ninguna manera aceptaré ocupar el sillón presidencial". Pero Frondizi, consciente de su debilidad y anticipando la maniobra frondizista que evitará que fueran los golpistas quienes decidieran el nombre del próximo presidente, lo llama por teléfono y le dice:

Guido, en esta situación, el único que no debe hablar es usted. Por favor, hasta que la crisis termine, manténgase en silencio.
Arturo Frondizi

El 27 de marzo el Presidente escribe una extensa carta al presidente de la UCRI Alfredo García en la que explica su postura ante la crisis y su decisión de no ceder a la exigencia militar de formalizar una renuncia aparente, para obligar eventualmente a los militares a realizar un acto explícito de fuerza. En esa carta figura la frase que se haría famosa y caracterizaría al golpe de 1962: "No me suicidaré, no me iré del país, ni cederé...". La carta ha sido considerada como el testamento político de Frondizi.

No me suicidaré, no me iré del país, ni cederé... En momentos en que la crisis política que vivimos llega a su máxima gravedad, quiero ratificar antes usted y demás integrantes de ese comité nacional partidario mi irrevocable determinación de no renunciar y de permanecer en el gobierno hasta que me derroquen por la fuerza... Se aproximan horas difíciles para el país. Si no se supera esta crisis , lo serán mucho más aún. Por mi parte, trato de evitar esa perspectiva de sangre y encono para mi Patria. No renuncio para no abrir el cauce a la anarquía; pero si pasan por encima de mi voluntad, si me arrojan del gobierno o me eliminan físicamente, quiero que el pueblo todo conozca la realidad de lo ocurrido, para que pueda aprender la lección de la historia.
Arturo Frondizi

## Planes del ministro Martínez y el general Fraga
El 27 a la mañana Aramburu le avisó a Rodolfo Martínez, un político demócrata cristiano y profesor de Derecho Político de la Universidad de Buenos Aires, que había sido ministro suyo durante la Revolución Libertadora, que ese mismo mediodía debía jurar como Ministro de Defensa, provocando un reproche de este.
Ni bien asumió su cargo, Rodolfo Martínez ideó un plan que dio a conocer a la opinión pública mediante un comunicado y sometió a los interesados para salir de la crisis. El plan consistía en establecer un mecanismo de control militar de los actos del Poder Ejecutivo y del Poder Legislativo, mediante un sistema de refrendo de sus actos por los secretarios militares y el ministro de Defensa; limitar los poderes del Presidente subordinando sus decisiones al acuerdo de los ministros del Interior y de Defensa, que la designación de este último requiriera la conformidad de las Fuerzas Armadas; que se proscribieran los grupos totalitarios, se prohibiera el uso de los símbolos peronistas, se reformara la ley sindical y que se estableciera el sistema de representación proporcional en la elección de diputados.
El plan de Martínez fue bloqueado por la Marina, pero logró el apoyo del general Enrique Rauch jefe del Cuerpo de Caballería, que al día siguiente jugaría un papel de gran importancia en Campo de Mayo, hasta la "detención" del secretario de Guerra general Rosendo Fraga.
Precisamente ese mismo día el secretario Fraga le comunica al Presidente que tenía un plan para frustrar el golpe, proponiéndole a Frondizi que en cuánto se iniciara abiertamente se refugiase en la quinta de Olivos, mientras él se hacía cargo de la resistencia desde decisiva guarnición de Campo de Mayo, al mando del general Juan Carlos Onganía.
Frondizi pidió a los legisladores del partido y a los ministros que se mantuvieran disponibles por si había que tomar alguna decisión con urgencia. La Marina continuó oponiéndose a cualquier solución que no conllevara la salida del Presidente.

## El 28 de marzo: la sublevación
El 28 de marzo a la madrugada el Tercer Regimiento Motorizado con sede en La Tablada, aledaña a la Capital Federal, se acantonó declarándose en rebeldía en pro de la salida de Frondizi. El teniente coronel José Herrera, jefe del Regimiento de Granaderos a Caballo, que es el escolta del Presidente, se preparó para reprimirlos con el apoyo de dos unidades de tanques de la guarnición de Campo de Mayo pero el Presidente le ordenó que no lo hiciera. Ese mismo día el teniente coronel Herrera ordenó el retiro de la guardia presidencial de la Casa de Gobierno y de la puerta del despacho del Presidente. Cuando Frondizi notó que había sido dejado sin protección llamó personalmente a Herrera y le ordenó restablecer la custodia, orden que Herrera cumplió de inmediato. Por su parte, el Regimiento de La Tablada se movilizó hacia la Capital Federal ocupando accesos a la misma y amenazando con avanzar hacia la Casa Rosada.
A las 8 de la mañana el general Rauch, jefe del Cuerpo de Caballería, decide apoyar el Plan Martínez y sostener en esas condiciones a Frondizi. A tal fin se pone a las órdenes del general Fraga y marcha a Campo de Mayo, donde informa de la situación al general Onganía y Caro, que se desempeñaban bajo su mando. En esa situación Rauch se comunica con Poggi para darle a conocer que desconocía su autoridad y que sólo cumpliría las órdenes del general Fraga, "en apoyo del plan con el primer ministro".
En la mañana del día 28 los tres comandantes militares, que ya habían puesto en vigencia el Plan Conintes, se comprometieron entre sí por un acta secreta a que, si se llegaba a una salida extrema, el nuevo presidente sería civil, lo cual implicaba no aspirar a la Presidencia para ninguno de ellos. Al mediodía resolvieron volver a exigir la renuncia del Presidente y destituirlo si se negaba, pero deberían esperar hasta la tarde para comunicarle esa decisión, ya que Frondizi les concedió audiencia recién a las 17 horas.

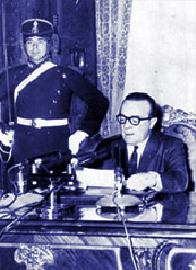
José María Guido, reemplazante de Arturo Frondizi en la Presidencia.

El compromiso secreto entre los comandantes de poner un presidente civil, acotaba la ambición del comandante del Ejército general Poggi —quien pensaba que el cargo le pertenecía "por derecho propio" y mantuvo esa intención hasta último momento— y los sectores de las Fuerzas Armadas que buscan establecer una dictadura sin limitaciones institucionales gobernada por una junta militar.
Los comandantes en jefe insistían ante José María Guido para que asumiera la Presidencia de la Nación y el ministro Martínez trataba de resucitar su plan político. Guido por su parte, fiel a Frondizi, se negaba a tomar contacto con los golpistas esperando que los sectores legalistas de las Fuerzas Armadas impidieran el golpe a último momento. Luego de almorzar, Frondizi se fue a dormir la siesta como solía hacerlo, dando la orden de ser despertado cuando llegaran los comandantes.
Al mediodía el secretario privado de Fraga le comunica al general Rauch en Campo de Mayo que el secretario del Ejército había renunciado a su cargo. Luego Frondizi la rechazaría, pero el hecho dejó a Rauch sin mando al que subordinarse, razón por la cual volvió a la Capital y se presentó al general Poggi, a quien le entregó su pedido de retiro.
A las 17 horas el Presidente recibió finalmente a los líderes golpistas y les respondió que si querían removerlo el procedimiento correcto era mediante el juicio político en el Congreso. La reunión fue corta. Según Potash “no estuvo desprovista de cordialidad”, pero según Kvaternik fue interrumpida "intempestivamente" por Frondizi, quien "les ordena retirarse". Inmediatamente después el Presidente partió hacia su residencia de Olivos, para poner en marcha el plan de resistencia al golpe elaborado por el general Fraga, quien debía dirigirse a Campo de Mayo.
Pero el general Fraga fue detenido por el general Poggi al pasar por la Secretaría de Guerra donde tenía su base de operaciones las fuerzas golpistas del Ejército, en lugar de haber ido directamente a Campo de Mayo. Los historiadores se preguntan si fue una ingenuidad de Fraga o un acto intencional, pasándose al bando insurrecto. El general Poggi declaró años después que él nunca detuvo a Fraga, quien permaneció en la Secretaría voluntariamente. Como sea la decisión de Fraga frustró la última posibilidad de impedir el golpe.
Enterado de que Fraga había sido detenido, Frondizi se comunicó por teléfono con el general Juan Carlos Onganía a cargo ya de Campo de Mayo, para preguntarle cómo iba a proceder, a lo que Onganía contestó que respondía a sus mandos naturales.
En su libro sobre la crisis de 1962, Kvaternik señala la relatividad que para entonces tenía el acuerdo que los jefes golpistas habían sellado a la mañana para designar un presidente civil: 

Lo cierto es que, a pesar de lo acordado... los distintos grupos y fuerzas militares no estaban de acuerdo en la manera de resolver la sucesión presidencial. Contraviniendo lo firmado en el acta,
el comandante en jefe del Ejército, y los grupos decididamente golpistas se aprestaban a constituir un gobierno militar. Es así como, a las 19:30 el ministro Martínez le expresa al Dr. Cáceres Monié que el general Poggi le había hecho saber que el Ejército votó por la opción tres, es decir la constitución de una junta militar.

Consciente de que su suerte estaba echada, Frondizi comenzó a elaborar un nuevo plan con el fin de evitar que fueran los militares golpistas quienes decidieran el nombre de su sucesor. Se comunicó entonces mediante un enviado personal con el presidente de la Corte Suprema Julio Oyhanarte:

A partir del momento en que el enviado de Frondizi me entrega su mensaje personal, donde me informa sobre su destitución en la próxima madrugada (29 de marzo de 1962), tuve sólo un día para resolver la situación. El momento era de gran confusión, nerviosismo y desorden, las FF.AA. estaban en operaciones, había movimientos de tropas y los militares se aprestaban a tomar el poder ante el derrocamiento a la vista de Frondizi. Frondizi me pide en ese mensaje que haga lo posible para aplicar la ley de acefalía.
Julio Oyhanarte

Mientras tanto en las fuerzas golpìstas reinaba la confusión y la falta de planes. Por la tarde, un sector del Ejército liderado por el general Armando G. Martijena, comenzó a redactar los decretos que implantaban una junta militar y disponían una amplia represión con ley marcial, tal como estaba previsto en el plan golpista que el propio Martijena había diseñado tres semanas antes, con apoyo de un sector de la Marina, liderado por los almirantes Jorge Palma y Carlos Sánchez Sañudo. Sin embargo al iniciarse la noche el propio Martijena comienza a preguntar a sus asesores sobre nombres de civiles que pudieran ser presidentes. Uno de esos asesores relata de este modo la confusión que reinaba entre los insurrectos:

Salió el general Martigena y nos pide un nombre para presidente de la Nación. "Pero ¿cómo —le pregunté yo— a esta altura del partidos ustedes no se han puesto de acuerdo en quién va a gobernar?"... "Eh —le digo—, esto no es serio, porque no se puede improvisar así un nombre para presidir el país. Es una cosa que hay que meditarla mucho." Martigena muy acalorado dice: "Pero no se les ocurre nadie, a ver, ¿qué les parece el Dr. Houssay?" Le digo: "Pero no, por favor, esas son cosas que no caminan, políticamente no funcionan". Eran las 21:30; nos fuimos antes del desarrollo de los acontecimientos y yo habré llegado a mi casa antes de las 22. Llego y me encuentro con un mensaje de Martigena para que lo llame urgente. Lo llamo y me dice: "Bueno, se ha retrocedido a la posición dos. Hay que buscar a Guido urgentemente.

Mientras el general Martijena y su grupo prefería una junta militar, la Marina se orientaba a imponer como Presidente al editorialista del diario La Prensa Alfonso de Laferrere. Los generales Rawson y Elizondo por su parte querían que el presidente volviera a ser el general Aramburu.
Las versiones de lo que sucedió entonces varían según el historiador. Kvaternik cuenta entonces que los militares se reunieron primero con Guido quien a su vez les dijo que debían hablar con el presidente en Olivos. Poco después de la medianoche Clement y Rojas Silveyra volvieron a la residencia de Olivos. Según Kvaternik, Frondizi les presenta tres opciones: 1) aplicar el Plan Martínez; 2) que los golpistas lo depongan y lo confinen en un lugar adecuado, y a partir de ese momento él se ofrecía a colaborar como un ciudadano, para organizar una salida institucional con Guido y la Corte Suprema; 3) que impongan una junta militar, lo que llevaría al caos. Félix Luna presenta otra versión levemente diferente y sostiene que Frondizi les indicó cómo proceder: debían detenerlo a las 8 de la mañana y confinarlo en una base militar, preferentemente en la isla Martín García.
Los comandantes partieron para entonces para reunirse nuevamente con Guido que estaba en su despacho en el Congreso. Según Luna el Secretario de Estado de Marina almirante Clement le manifestó a Guido que traía las indicaciones de Frondizi anotadas en un papel que leyó en voz alta: “Primero: Debe procederse a la detención del Dr. Frondizi. Segundo: la detención debe hacerse efectiva en un acantonamiento militar.” Y agregó Clement que el Presidente había dicho que él preferiría la isla Martín García. El tercer punto indicaba que la detención debía hacerse a las 8 de la mañana cuando se produce el relevo de la guardia presidencial, a cuyo efecto el jefe de la compañía debía demorar dicho relevo para no verse obligado a defender al Presidente.
Potash también menciona una reunión con Guido de los tres comandantes golpistas (Poggi, Clement y Rojas Silveyra) para ofrecerle la Presidencia, pero Guido se negó a dar ninguna respuesta sosteniendo que hasta ese momento Frondizi seguía siendo Presidente. Luego de esa reunión "Guido desapareció deliberadamente (y) no reapareció hasta el mediodía del día 29".

## El 29 de marzo

### Derrocamiento
Cerca de las 4:00 de la mañana —a las 3:50 según Kvaternik y a las 4:30 según Odena—, el comandante en jefe del Ejército Poggi envió un radiograma a todas las unidades militares comunicando:

El señor Presidente de la República ha sido depuesto por las Fuerzas Armadas. Esta decisión es inamovible.

Kvaternik menciona también que a las 4:20 el almirante Clement llamó a Frondizi para comunicarle que las fuerzas golpistas habían "adoptado la solución tres" y que a las 4:30 los comandantes dieron a conocer el comunicado informando que el Presidente había sido depuesto y que la decisión era inamovible.

### Detención y traslado
A las 7:45 del 29 de marzo de 1962 Frondizi salió en automóvil de la residencia de Olivos acompañado por su custodia personal habitual y por el capitán de navío Eduardo Lockhart, jefe de la Casa Militar, rumbo al Aeroparque Metropolitano distante a pocos minutos de viaje, donde se embarcó en un avión de la Marina que lo llevó a la isla Martín García donde quedó detenido. Lockhart había redactado personalmente las instrucciones para ser entregadas al jefe de la base —que ya había sido avisado telegráficamente del viaje— para que recibiera un trato acorde a su condición de expresidente.
Potash y Kvaternik coinciden en que antes de ser trasladado, Frondizi le pidió al ministro de Defensa Rodolfo Martínez, el último ministro de su gabinete con quien tuvo contacto personal, que tratara "por cualquier medio, de hacer que Guido asumiera el gobierno", pero Kvaternik agrega que en ese diálogo Frondizi le pidió a Martínez que haga todos los esfuerzos posibles para quedar en el gabinete, algo que finalmente sucedió.
Las dificultades para concretar el plan de Frondizi eran muchas. Guido no tenía contacto con directo con Frondizi y su lealtad al Presidente le impedía tomar ninguna decisión que aquel no hubiera ordenado. Martínez por su parte no pertenecía a la UCRI, había asumido como Ministro dos días atrás por recomendación de Aramburu y ni siquiera conocía personalmente a Guido.

### Pujas internas de los golpistas
Luego de disponer el derrocamiento de Frondizi a las 4:30 de la mañana, los golpistas permanecieron sin definir quién tomaría el gobierno. Recién a las 11:00 de la mañana, "con la oficina presidencial vacante por casi ocho horas", los tres comandantes realizaron la primera de muchas otras reuniones para evaluar las alternativas.

### El plan de Frondizi
Desde el día anterior un grupo de civiles y militares venían moviéndose contra reloj y en medio de grandes dificultades, para concretar el último plan de Frondizi, destinado a salvar lo que se pudiera de legalidad, haciendo jurar a Guido ante la Corte Suprema, en virtud de la ley de acefalía.
Para eso había que convencer al propio Guido, a los miembros de la Corte Suprema, a los comandantes golpistas y a los dirigentes de la UCRI. Potash dice que cuatro hombres desempeñaron los roles más importantes en esta operación: el ministro de Defensa Rodolfo Martínez, el presidente de la Corte Suprema Julio Oyhanarte, el comandante en jefe de la Fuerza Aérea y uno de los jefes golpistas brigadier Cayo Alsina y el propio Arturo Frondizi.
El ministro Martínez, luego de recibir el pedido de Frondizi antes de ser llevado a Martín García, había reunido a los demás ministros en la mañana del 29, en el Ministerio de Agricultura, para comunicarles el plan de Frondizi de transmitir el mando a Guido y organizar su concreción, antes de que los golpistas pudieran imponer otro gobierno. Allí se acordó tratar de convencer a los jefes golpistas de aceptar esa salida, logrando el apoyo del brigadier Cayo Alsina.
A las dos de la tarde Cayo Alsina recibió un llamado del comandante de la Marina almirante Penas, comunicándole que él y el general Poggi habían decidido instalar una junta militar provisoria y que necesitaban el acuerdo de la Aeronáutica para emitir el comunicado. Alsina, que en ese momento estaba con el ministro Martínez, con la excusa falsa de tener que consultar con sus subordinados, les pidió que le dieran tres horas de plazo. Esa demora permitiría finalmente que, antes, Guido pudiera jurar como Presidente.
Un poco antes, al mediodía, Guido se hizo presente en al Congreso, donde en medio de la agitación reinante se reunión con el ministro de Defensa Rodolfo Martínez y la cúpula de la UCRI (el presidente de la Cámara de Diputados Federico Monjardín, el presidente del bloque de diputados Héctor Gómez Machado y el presidente del bloque de senadores y del Comité Nacional Adolfo García). Según el relato del propio Martínez, en esa ocasión le transmitió a Guido las instrucciones que le había dado Frondizi. Guido por el contrario contó que solo mucho después se enteró de las instrucciones de Frondizi. Martínez también le informó que Cayo Alsina no estaba de acuerdo con la destitución y que los comandantes de las otras armas le habían dado plazo hasta las 5 de la tarde para que fijara su posición; agregó que había gestiones para que el Presidente de la Corte Suprema de Justicia asumiera la Presidencia.
Simultáneamente, el juez de la Corte Suprema Julio Oyhanarte venía operando desde el día anterior cuando recibió el mensaje de Frondizi, para convencer a los demás jueces sobre la legalidad de la aplicación del mecanismo de acefalía en ese caso. Convencer a los miembros de la Corte fue la tarea más difícil, ya si bien cuatro de los cinco habían sido nominados por Frondizi, la mayoría mantenía buenas relaciones con los militares. Jurídicamente el problema era que no había antecedentes y que en los casos anteriores el Presidente había renunciado o estaba incapacitado. Oyhanarte, con la colaboración de su colega en la Corte Ricardo Colombres, realizaron la interpretación jurídica que convenció a los demás miembros. La opción, según ellos, no era "Frondizi o Guido", sino "Guido o dictadura militar". El juez Pedro Aberastury adhirió sin reservas a la propuesta de Oyhanarte, mientras que Benjamín Villegas Basavilbaso que reparos, terminó adhiriendo cuando se enteró de que los golpistas se aprestaban a imponer el gobierno de un triunvirato militar. En cambio el juez Luis María Boffi Boggero votó en contra.
Guido tenía dudas porque no estaba seguro de que Frondizi estuviera de acuerdo con el plan y lo último que deseaba era traicionarlo, pero finalmente pidió consejo a los líderes partidarios, que fueron unánimes en apoyar el plan. Le dijeron también que la operación era muy costosa, porque no solo lo llamarían "traidor", sino que además no podrían apoyarlo públicamente.
Mientras Guido, los líderes de la UCRI y Martínez estaban reunidos en el Senado, este último recibió un llamado desde la Corte, informándole que los jueces supremos habían decidido rechazar la gestión que promovía la asunción del Poder Ejecutivo por parte del presidente del tribunal, si no había previamente una renuncia por escrito del presidente Frondizi.
Finalmente Guido aceptó y, en medio de su llanto y del de los demás presentes, renunció al partido y dio la orden de preparar la nota a la Corte solicitando que se le recibiera juramento para asumir la Presidencia “por la vacancia del Poder Ejecutivo producida por la destitución de hecho del anterior Presidente”, que los miembros de la Corte ya estaban esperando con el apoyo de la mayoría. El texto había sido redactado por el abogado Alberto Gordillo Gómez, quien la llevó personalmente a la Corte:

... en cumplimiento de lo dispuesto por el art. 75 de la Constitución Nacional y el art. 1 de la Ley de Acefalía asumo el Poder Ejecutivo nacional. A tales efectos, en ausencia del Congreso Nacional, que se encuentra en receso, hago saber igualmente a V.E. que, de conformidad con el art. 3° de la misma ley 252, prestaré juramento ante esa Excma. Corte Suprema tan pronto como el Alto Tribunal tenga a bien recibirlo, lo cual, en las graves circunstancias actuales, solicito se cumpla de inmediato.

### Juramento de Guido ante la Corte Suprema
A las 15:55, cuando todavía se estaban completando las formalidades para el juramento de Guido ante la Corte Suprema, los tres jefes golpistas se instalaron en la Casa Rosada. Enterado del hecho y con Guido en camino a la Corte, Martínez se dirigió a la Casa Rosada para ganar tiempo y evitar que los militares tomaran formalmente el gobierno, especialmente Poggi que mostraba una clara intención de asumir como Presidente.
Poco después de las cinco de la tarde Guido se hizo presente en la Corte Suprema, para prestar juramento, visiblemente conmovido. La jura se realizó en la máxima reserva, con la sola presencia de los jueces de la Corte, Guido y su secretario privado. El ministro Martínez le había pedido al general Aramburu que se sumara al pequeño grupo, pero Aramburu no aceptó.
La tradición indicaba que el juramento se realizaba sobre la Biblia, pero debido a la urgencia y a la falta de una Biblia en las oficinas de la Corte, se tomó la decisión de realizar el juramento sobre el texto de la Constitución. Inmediatamente después "Guido rompió en lágrimas y se abrazó a Oyhanarte, pidiendo que no se lo considere un traidor a su partido o al pueblo". Villegas Basavilbaso por su parte dijo -poniendo de manifiesto sus reparos-: “Podemos decir, como Cicerón, que hemos salvado la República violando la ley”. Fue Colombres quien le respondió: “Se equivoca Cicerón, porque quien salva a la República nunca puede estar violando una ley".
En las filas golpistas llegó a surgir la iniciativa de atacar a la Corte para impedir la jura. Poggi contó posteriormente que el jefe del Primer Cuerpo de Ejército general Jonet, le "pidió autorización para rodear con tropas el Palacio de Justicia en momentos en que los miembros de la Corte Suprema tomaban juramento a José María Guido como presidente de la República, y realizar descargas de armas a los efectos de impedir la designación". La solicitud le fue denegada.

### Condicionamiento militar al nuevo gobierno
La reacción de los jefes golpistas, ya instalados en la Casa Rosada, al recibir la noticia de que Guido había jurado ante la Corte, fue de shock. El almirante Penas se retiró de inmediato de la casa de gobierno y volvió al comando de la Marina donde puso a sus tropas en estado de alerta, a la vez que solicitó a sus abogados un informe sobre la validez del juramento. El general Poggi ordenó a sus tropas que rodearan la Casa Rosada. Finalmente, incluso el brigadier Alsina mostró su disgusto, aun cuando había ayudado a concretar la maniobra frondizista. La preocupación de los tres se debía a que Guido había asumido sin comprometerse a cumplir las exigencias militares y que ello podía llevar a un desborde de los grupos golpistas que querían imponer una dictadura militar.
La situación llevó entonces al inicio de una serie de reuniones entre los jefes golpistas y Guido, a fin de subordinar al nuevo Presidente, que terminaron en la madrugada del 30, con el levantamiento en un acta secreta en la que se documentaba los compromisos que asumía. Guido llamó a esas reuniones un "examen oral".
El acta firmada por los jefes militares y Guido tiene tres artículos:
1. Se estipula que Guido había asumido la Presidencia en forma definitiva para llenar la vacante provocada por el derrocamiento de facto del gobierno anterior.
2. Se reconoce la necesidad de adoptar cinco medidas: a) Anulación de las elecciones del 18 de marzo; b) proscripción del comunismo, el peronismo y "toda forma totalitaria de gobierno", así como prohibición de ocupar cargos para cualquier persona que sostuviera esas ideas o hubieran apoyado a candidatos con esas ideas; c) modificación de la ley de acefalía; d) reforma de la ley electoral para establecer el sistema de representación proporcional; e) reforma de la ley sindical, para garantizar la libertad de asociación, prohibir la acción política de los sindicatos y asegurar que los fondos no puedan ser usados en otro destino que el gremial.
3. Los comandantes en jefe "aceptan los compromisos anteriores y en virtud de los mismos, inspirados en los altos destinos del país, tienen al Dr. José María Guido como Presidente de la República".[89]

Potash comenta que "desde el comienzo mismo, iba a tratarse de una administración en la cual los militares afirmaban su derecho a cogobernar con el Presidente civil".
Fuera del acta, quedaba sobreentendido que el Presidente debía consultar previamente con los líderes militares antes de hacer cualquier nombramiento o tomar decisiones de importancia. Con este procedimiento los militares garantizaron que en el primer gabinete de Guido no hubiera ningún miembro de la UCRI y que los secretarios de cada arma fueran elegidos por los oficiales superiores de esas armas.

### Decreto de detención de Frondizi
El 30 de marzo Frondizi desde Martín García envió a sus partidarios una serie de sugestiones en las que ratificaba la decisión de Guido. En los primeros días de abril le avisaron desde la Corte que se estaban presentando recursos de habeas corpus a favor de Frondizi que, en caso de llegar a esa instancia, serían resueltos favorablemente, por lo que la única solución era que un decreto pusiera a Frondizi a disposición del Poder Ejecutivo, pero ni Guido ni el ministro Martínez estaban dispuestos a ello. Guido le pidió a Emilio Donato del Carril, un radical que acababa de renunciar como embajador en Estados Unidos que había sido autorizado a entrevistar a Frondizi en el lugar de detención, que le pidiera a este una nota manifestando que no había autorizado los habeas corpus en cuestión. La respuesta de Frondizi a Del Carril fue: “Usted, Martínez y Guido son tres sentimentales…Lo que tienen que hacer es firmar ya mismo un decreto poniéndome a disposición del Poder Ejecutivo ¡Ya mismo!” Fue así que Guido firmó el 3 de abril el decreto n.º 2887 en ese sentido fundándolo en la obligación “de garantizar el orden y la tranquilidad pública y de preservar la seguridad personal del Dr. Don Arturo Frondizi”.

### Intervención de las provincias y anulación de las elecciones
Luego del derrocamiento de Frondizi y la asunción en su reemplazo de Guido, el gobierno siguió avanzando sobre los poderes constitucionales que habían subsistido, en medio de fuertes enfrentamientos entre los diversos sectores de las Fuerzas Armadas. Ya el 6 de abril, apenas una semana después del derrocamiento de Frondizi, el general Poggi le dijo al presidente Guido "que olvidara el acuerdo del 29 de marzo". El 18 de abril el ministro Martínez renunció debido a la postura adoptada por Guido de aceptar la exigencia del sector militar más duro de intervenir las provincias y anular las elecciones. Finalmente el 23 y el 25 de abril, Guido sancionó dos decretos anulando las elecciones del 17 de diciembre de 1961, y las del 14 de enero, el 25 de febrero y el 18 de marzo de 1962, a la vez que disponía en la misma norma la intervención de la totalidad de las provincias no intervenidas por Frondizi.

### Declaración "en receso" del Congreso Nacional
El siguiente avance del gobierno de Guido fue contra el Poder Legislativo. Al momento de asumir Guido la Presidencia, el Congreso Nacional se encontraba en receso por mandato constitucional hasta el 1 de mayo, que debía iniciar el período de sesiones ordinarias, con una sesión preparatoria prefijada para el 22 de abril. Ya en la primera quincena de abril el sector duro de las Fuerzas Armadas al que Guido había adherido, había señalado en un memorándum los "inconvenientes de mantener al Congreso en actividad legislativa a partir del 1º de mayo de 1962".
Finalmente el 19 de mayo, por Decreto 4419 Guido declaró "en receso" al Congreso Nacional.

### Renuncia de Oyhanarte a la Corte Suprema
En septiembre de 1962, Julio Oyhanarte —a quien Frondizi le había encomendado lograr que la Corte aceptara a Guido como su sucesor legítimo— renunció como juez de la Corte Suprema debido a que, por las medida tomadas por Guido de anular el Congreso e intervenir las provincias, consideraba "que el presidente Guido se había apartado de la legalidad institucional, al comportarse como un gobernante de facto".